# 小堀正徳
小堀 正徳（こぼり まさのり）は、江戸時代後期の旗本。通称は中務。

## 生涯
丹波国柏原藩4代藩主・織田信憑の三男として誕生。初名は織田長恵。
京都代官・小堀邦明の養子となる。小堀家は600石の旗本であり、京都代官職を世襲していた。役料は1000石であった。文化元年（1804年）8月2日に邦明が死去し、同年11月3日家督を相続する。文政5年（1822年）5月6日に隠居し、子・正芳に家督を譲る。
文政9年（1826年）3月8日、死去。